# 中島登

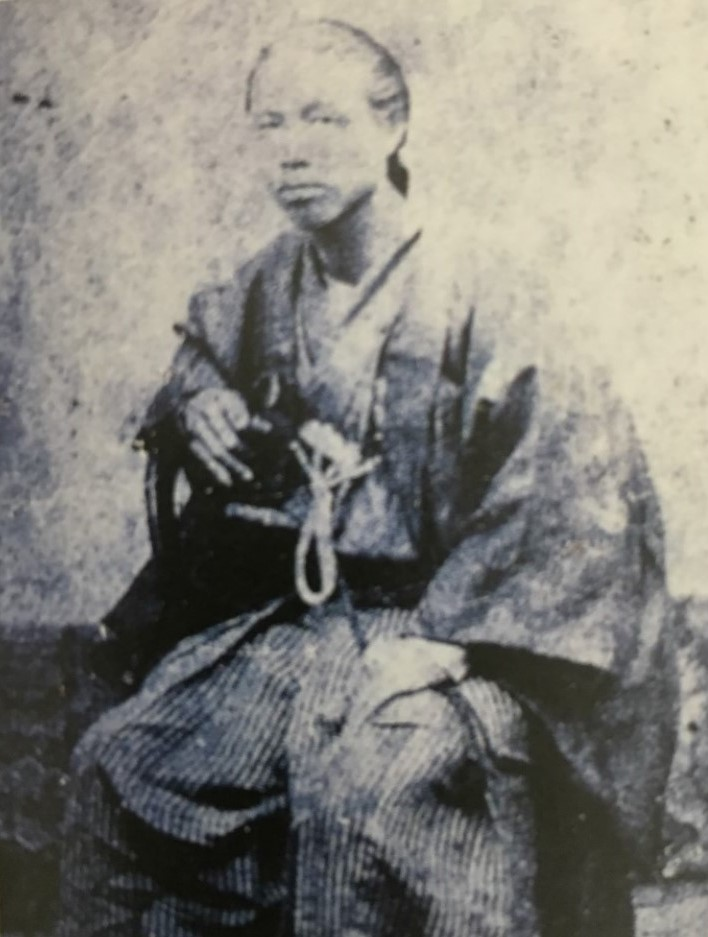
中島登

中島 登（なかじま のぼり、天保9年2月2日（1838年2月25日） - 明治20年（1887年）4月2日）は、新選組隊士（伍長）。

## 略歴
天保9年2月2日（1838年2月25日）、武州多摩郡小田野（現在の東京都八王子市西寺方町）の農家に長男として生まれる。幼名は峯吉、後に登一郎。父は中島亦吉、母は中島イチ。
安政3年（1856年）9月頃、19歳で天然理心流・山本満次郎に入門。安政4年（1857年）、同郷の安藤マスと結婚。長男・歌吉（後、登一郎）が生まれる。その後、八王子千人同心に所属したが、同僚の1人と衝突して斬殺した為、親戚家（井上益五郎家）に逃れる。
元治元年（1864年）、新選組に入隊。近藤勇の命で武州・甲州・相模の地理調査等を秘密裏に行っていたといわれる。慶応3年（1867年）、新選組伍長に就任。慶応4年4月3日（1868年4月25日）、流山で近藤が新政府軍に投降した際には、同行役の薩摩藩士・有馬藤太を追尾したが、監視は厳しく虚しく帰った。
土方歳三や島田魁ら数名の新選組隊士らと共に、大鳥圭介ら旧幕府軍と合流して宇都宮の戦い・日光口の戦い・会津戦争に転戦（登は、会津戦争で重傷を負った彰義隊隊士・大島清慎を救護所まで運んだと言う）。仙台で更に榎本武揚ら旧幕府海軍と合流して蝦夷地へ渡る。箱館戦争では弁天台場第2分隊嚮導役となった。
明治2年5月15日（1869年6月24日）、降伏。弁天台場で謹慎後に青森に送検され、同6月9日（7月17日）に弘前藩、7月21日（8月28日）、青森へ戻り、3ヶ月謹慎。10月24日（11月27日）、弁天台場に戻り、約5ヶ月謹慎した。明治3年（1870年）5月上旬、静岡藩お預けになり、中旬には赦免。多摩に帰還する。
静岡藩の開墾に尽力し、自分の田地を人々に譲渡した。また、浜松にて元彰義隊隊士、当時浜松裁判所・登記所代書だった大島清慎と再会している。浜松に定住し、明治12年（1879年）2月19日、長男・登一郎を浜松に呼び寄せる。明治15年（1882年）、魚屋沢木半平の長女・ヨネと再婚している。
この頃は商売をいくつか始めており、はじめ旧幕臣と協力して質屋を経営するが失敗する。明治14年（1881年）、趣味で栽培していた葉蘭に偶然新種が誕生し、品評会にて「金玉廉」と名付けられて爆発的な売れ行きとなるが、馬が親株を食べてしまった為商売終了。明治17年（1884年）には「鉄砲火薬売買人」免許を取得し、中島鉄砲火薬店を開業した。
明治20年（1887年）4月2日、浜松にて死去。享年50。墓は浜松市中区下池川町天林寺。戒名は隆慶院孝庵義忠居士。

## 辞世の句
登は、明治20年（1887年）1月1日に以下のような辞世の句を残した。
- たかくとも 五十（いそ）の峠をやすやすと 越ゆれば御代の 春ぞのどけき

## 中島家の家訓
登は、以下のような家訓を残している。
- 一、食物の事につき一切好き嫌いを云うな。
- 一、碁、将棋など勝負事は一切やるな。
- 一、質屋、金貸しは孫子の代までやるな。

## 資料
新選組関係資料として『戦友絵姿』や『中島登覚え書』などを残している。